# Невская Дубровка
Не́вская Дубро́вка — железнодорожная станция Ириновского направления Октябрьской железной дороги на 38-м километре линии Мельничный Ручей — Невская Дубровка. Расположена в посёлке городского типа Дубровка Всеволожского района Ленинградской области. Станция является конечной для электропоездов, следующих от Финляндского вокзала Санкт-Петербурга.

## История
Станция была открыта в 1929 году.
В 1967 году была проведена электрификация участка до Невской Дубровки, первый электропоезд прибыл на платформу 25 октября 1967 года.
На 1981 год на платформе осуществлялись приём и выдача грузов повагонными отправками открытого хранения в местах общего пользования, а также на подъездных путях.

## Описание
Станция расположена в посёлке Дубровка Всеволожского района Ленинградской области и является конечным пунктом линии от станции Мельничный Ручей Октябрьской железной дороги. Станция имеет 4 пути и 1 высокую платформу. Здание вокзала на станции закрыто, кассы отсутствуют.
Контактная сеть заканчивается в южной горловине станции. Главный путь идёт дальше, являясь уже подъездным, и заканчивается тупиком в километре от станции. От этого пути отходят два ответвления к предприятию, из которых активно используется только одно. Также из южной горловины станции раньше отходил путь к разворотному треугольнику, ныне разобранному.
В северной горловине станции расположен железнодорожный переезд, а рядом с ним — пост дежурного по переезду, являющийся одновременно и стрелочным.

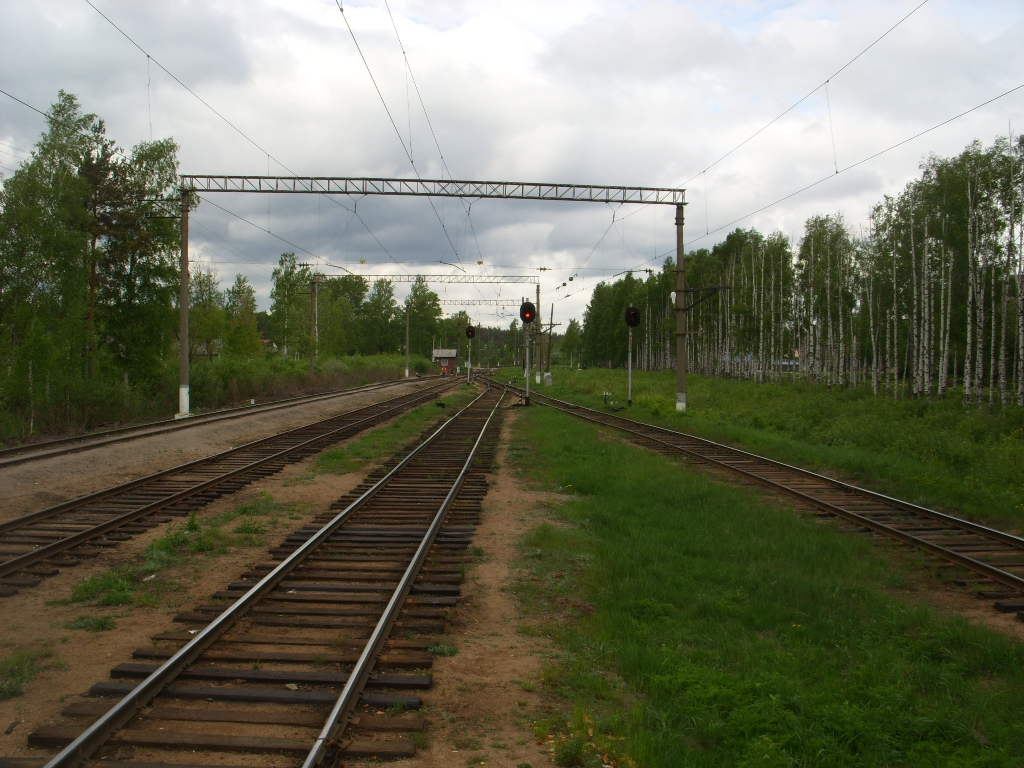
Вид на северную горловину станции
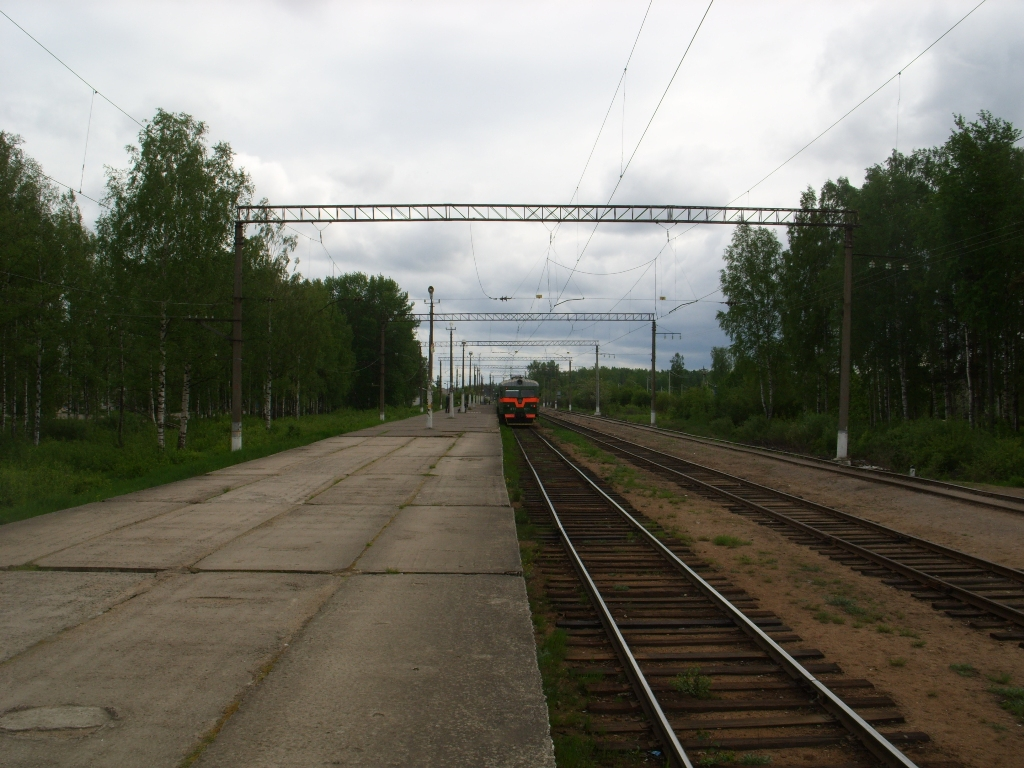
Платформа, вид на юг
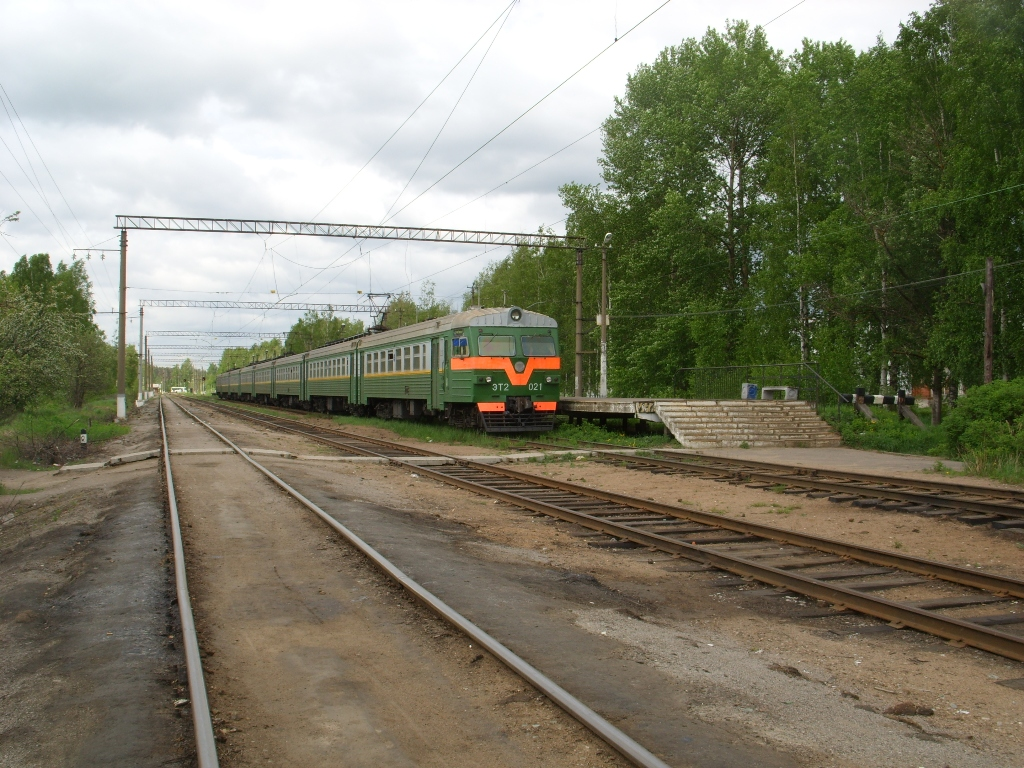
Электропоезд у платформы
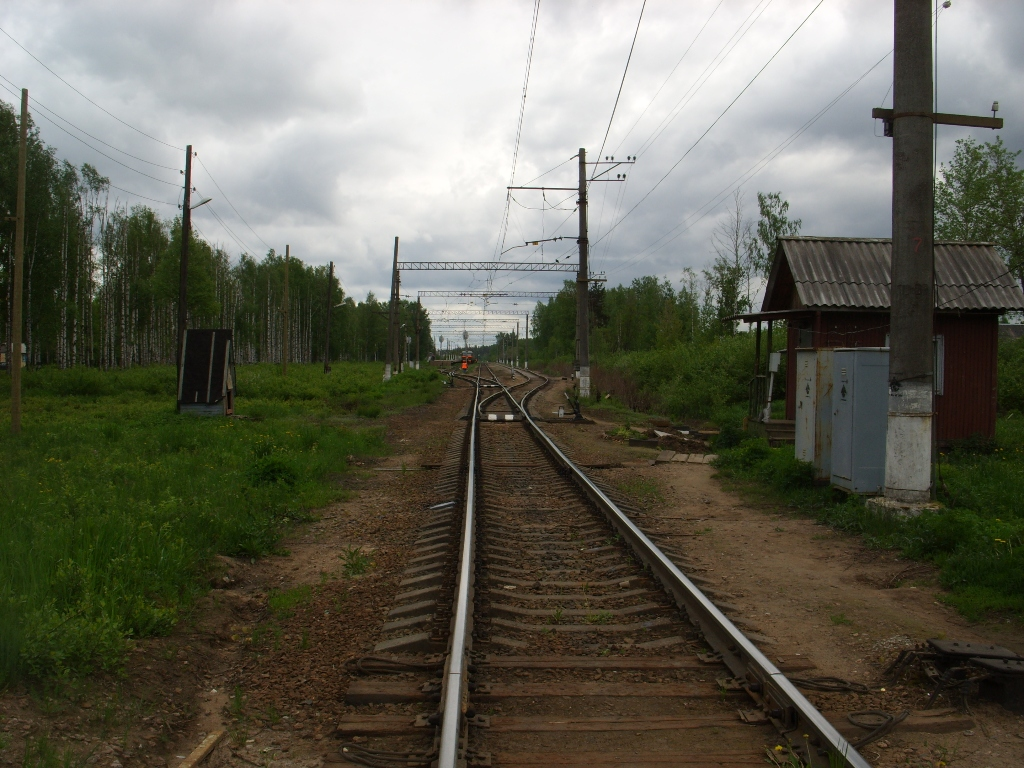
Южная горловина станции